# René Vinciguerra
Pour les articles homonymes, voir Vinciguerra.
René Vinciguerra, né le 21 novembre 1919 à Rouiba et mort le 30 décembre 1987 à Besse-sur-Issole, est un homme politique français partisan de l'Algérie française.

## Biographie
Le 5 juin 1962, à l'occasion du débat sur la motion de censure, il déclare : « Ainsi, la France va se retirer d'Algérie en pleine victoire, celle que le pouvoir aura remportée sur l'Algérie française et sur les Français de là-bas. [Le gouvernement] y aura mis le prix et les moyens. Le prix, c'est celui de l’honneur, de la parole trahie, de l’alliance avec l'ennemi contre les partisans de la France; les moyens, ce sont ceux de la répression brutale, aveugle et collective. Ce sont les civils désarmés, massacrés bestialement, le 26 mars à Alger. Ce sont les propos d'un nazisme frénétique annonçant la dure répression, même de l'omission; ce sont 123 ménagères étendant leur linge posément ajustées et glorieusement abattues... »

## Distinctions
- Chevalier de la Légion d'honneur
- Croix de guerre 1939–1945
- Médaille de la Résistance française (3 mars 1947)[1]
- Croix du combattant volontaire de la Résistance
- Médaille de l'internement pour faits de Résistance

- Médaille commémorative des services volontaires dans la France libre